# Regicidio

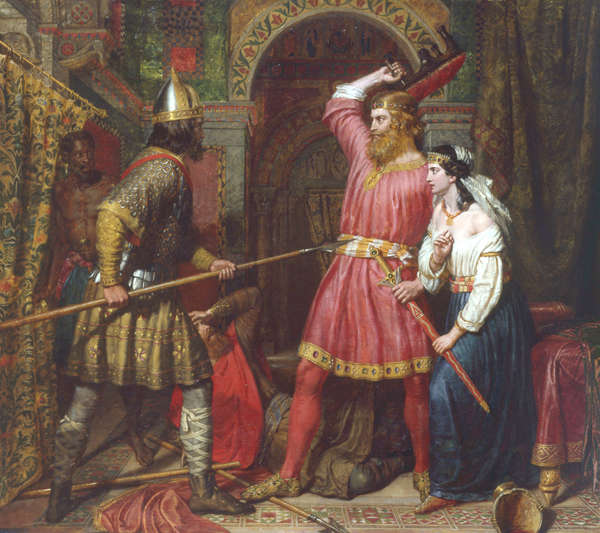
L'assassinio di Alboino, re dei Longobardi di Charles Landseer (1856).

Il regicidio (dal latino rex, "re" , e un derivato di caedere, "uccidere") è l'omicidio di un re.

## Storia

### XVII e XVIII secolo: il regicidio nella Rivoluzione inglese e nella Rivoluzione francese
In Francia e in Inghilterra il regicidio (tentato o realizzato) era punito un tempo con lo squartamento, una forma di tortura ed esecuzione capitale particolarmente cruenta.
Esempio eclatante di regicidio fu l'omicidio del protestante Enrico IV di Francia, avvenuto a Parigi il 14 maggio 1610 per mano del cattolico François Ravaillac.
Il termine "regicidio" venne coniato per la prima volta al tempo della Restaurazione, per indicare il "crimine" commesso dai membri della Convenzione nazionale (i "Conventionels") rei di aver votato ed eseguito la condanna a morte di Luigi XVI di Francia.

### Il regicidio nello stato di diritto
Nel diritto italiano, chi si macchiava di tale delitto era passibile della pena di morte mediante fucilazione. 
Nel periodo tra il 1889 e il fascismo, alla pena di morte fu sostituito l'ergastolo, per effetto dell'abolizione della stessa:  esso fu infatti inflitto all'anarchico Gaetano Bresci, per il regicidio di Umberto I d'Italia, avvenuto a Monza il 29 luglio 1900.
All'avvento della Repubblica, il delitto di regicidio è stato sostituito con quello di attentato contro il Presidente della Repubblica.

## Famosi regicidii
1. 1964 a.C.: Amenemhat I muore assassinato in una congiura di palazzo;
2. 1590 a.C.: Muršili I muore assassinato per mano del suo fratellastro Hantili I;
3. 1155 a.C.: Ramses III muore assassinato per una congiura organizzata da una delle sue mogli, Tiye;
4. 336 a.C.: Filippo II di Macedonia muore assassinato da Pausania, membro della sua stessa guardia reale;
5. 572: Alboino, sovrano dei Longobardi, padroni d'Italia, muore assassinato per ordine della sua regina Rosmunda;
6. 1208: Filippo di Svevia, re di Germania, viene assassinato da Ottone VIII di Baviera;
7. 1308: Alberto I d'Asburgo, re di Germania, viene assassinato da Giovanni il Parricida;
8. 1587: Maria Stuart, Regina di Scozia, viene giustiziata per ordine di Elisabetta I d'Inghilterra;
9. 1589: Enrico III di Francia muore assassinato da Jacques Clément;
10. 1610: Enrico IV di Francia muore assassinato da François Ravaillac;
11. 1622: Osman II, sultano dell'Impero ottomano, muore assassinato dal suo Gran Vizir Kara Davud Pascià;
12. 1649: Carlo I d'Inghilterra viene giustiziato per ordine della corte di giustizia rivoluzionaria inglese;
13. 1747: Nadir Shah, re di Persia, ucciso da Salah Bey;
14. 1792: Gustavo III di Svezia muore assassinato da Jacob Johan Anckarström;
15. 1793: Luigi XVI di Francia e la consorte Maria Antonietta vengono giustiziati per ordine della Convenzione nazionale (i "Conventionels") che controlla il governo rivoluzionario francese;
16. 1801: Paolo I di Russia è ucciso da un complotto di corte;
17. 1828: Shaka, sovrano dell'Impero Zulu, ucciso dal fratello e successore Dingane;
18. 1881: Alessandro II di Russia muore assassinato a seguito dell'attentato organizzato dal gruppo rivoluzionario "Volontà del popolo";
19. 1895: Myeongseong di Corea, imperatrice di Corea, viene uccisa da sicari giapponesi e coreani;
20. 1898: Elisabetta d'Austria è uccisa in Svizzera dall'italiano Luigi Lucheni;
21. 1900: Umberto I d'Italia muore assassinato dall'anarchico Gaetano Bresci;
22. 1903: Alessandro I di Serbia e sua moglie Draga Mašin vengono uccisi da un gruppo di ufficiali dell'esercito;
23. 1908: Carlo I del Portogallo è ucciso insieme al figlio Luigi Filippo, principe ereditario, da un complotto repubblicano;
24. 1913: Giorgio I di Grecia è assassinato dall'anarchico Alexandros Schinas;
25. 1914: Francesco Ferdinando d'Asburgo-Este: è assassinato da Gavrilo Princip
26. 1918: Nicola II di Russia è giustiziato dai bolscevichi con tutta la famiglia e alcuni domestici;
27. 1933: Mohammed Nadir Shah assassinnato dallo studente diciassettenne Abdul Khaliq Hazara;
28. 1934: Alessandro I di Jugoslavia muore assassinato da Vlado Černozemski;
29. 1943: Boris III di Bulgaria, forse avvelenato per mano dei nazisti;
30. 1946: Ananda Mahidol, re di Thailandia, muore in circostanze misteriose (non si esclude il suicidio);
31. 1951: Abd Allah I di Giordania muore ucciso da Mustafa Ashi;
32. 1958: Faysal II d'Iraq viene giustiziato a seguito di un colpo di Stato guidato dall'alto ufficiale Abd al-Karim Qasim;
33. 1975: Faysal dell'Arabia Saudita è ucciso dal nipote Faysal bin Musaid;
34. 2001: Birendra del Nepal muore, insieme alla moglie Aishwarya Rajya Lakshmi Devi e ai due figli Shruti e Nirajan, per mano del figlio Dipendra del Nepal.